# Robbert de Ruiter
―
Robbert de Ruiter (2 augustus 1967) is een voormalig profvoetballer van FC Den Haag. Sinds 2020 is hij actief als hoofd jeugdopleiding bij Sportlust '46. Hij woont in Woerden en is docent lichamelijke opvoeding op het Kalsbeek College.

## Voetbalcarrière
De Ruiter begon zijn voetbalcarrière bij Rijnsburgse Boys. 

### FC Den Haag
Van juli 1989 tot juni 1990 speelde De Ruiter bij FC Den Haag in de Eredivisie. Hij was middenvelder, zijn coach was Co Adriaanse.
Op 1 oktober 1989 speelde FC Den Haag thuis tegen FC Volendam. Nadat Volendam met 1-0 voor stond, scoorde Marco Gentile direct na de pauze de gelijkmaker. In de 64ste minuut scoorde De Ruiter het winnende doelpunt. Daarna werd hij door Edwin Grünholz vervangen.

## Trainer
De Ruiter begon zijn carrière als jeugdcoach bij de Rijnsburgse Boys. Daarna werkte hij bij TOGB, Sportlust '46, VVSB en ARC.

### VV Noordwijk
In 2009 werd De Ruiter trainer bij VV Noordwijk. Onder zijn leiding promoveerde de club naar de Topklasse. Ze wonnen van Spakenburg, Rijnsburgse Boys en IJsselmeervogels.
De Ruiter bereikte zelfs in de KNVB beker de 1/8 finale, maar de thuiswedstrijd tegen Ajax werd met 1-3 verloren.
Met datzelfde Noordwijk bereikte hij in zijn laatste jaar in de Topklasse ook de 1/8 finale tegen Vitesse in het Gelredome. Vitesse won met 5-0.
Nadat Noordwijk uit de Topklasse degradeerde, verliet De Ruiter eind 2013 de club.

### Sportlust '46
Vanaf seizoen 2014-2015 is De Ruiter actief als Technisch Coördinator van Sportlust '46. Na zijn eerste seizoen werd zijn contract met twee jaar verlengd.

### FC Lisse
Na zijn werk als trainer ging De Ruiter aan de slag als trainer bij FC Lisse. Hoewel de club het in het eerste seizoen van De Ruiter niet goed deed, lukte het om in seizoen 2016-2017 te promoveren naar de tweede divisie. Na een seizoen degradeerde de club weer.
De Ruiter werd eenmaal genomineerd als trainer van het jaar voor amateurvoetbal. Die titel ging uiteindelijk naar een ander. Daarnaast richtte hij een voetbalacademie op het Kalsbeek College. Deze voetbalacademie is bedoeld om jonge voetballers meer uit hun voetbaltalent te kunnen halen, naast het schoolwerk.